# Лазарев, Леонид Фёдорович
Леони́д Фёдорович Ла́зарев (12 [24] декабря 1889 — 17 февраля 1939, Москва) — русский и советский театральный режиссёр и актёр. Заслуженный артист РСФСР (1933).

## Биография
Родился 12 [24] декабря 1889 года. Учился в драматической студии актрисы М. И. Морской в Одессе. В 1894—1896-х гг. актёр товарищества артистов под управлением Е. А. Беляева в Белоруссии. С 1905 года актёр Одесского городского театра.
В период с 1907-го по 1916-й годы режиссёр в антрепризе Е. А. Беляева в городах: Вильно, Витебск, Минск, Житомир, Екатеринослав. Работал режиссёром в Орловском городском театре (1916—1917), Витебском государственном театре (1917—1919), Театре «Соловцова» в Киеве (1919—1921), Одесском драматическом театре (1921—1924), а также театрах Одессы, Казани, Городском драматическом театре им. А. В. Луначарского в Ростове-на-Дону (1924—1930), Саратовском драматическом театре им. Карла Маркса (1930—1935).
Из ранних спектаклей поставленных Лазаревым наиболее удачен «Царь Эдип» (1916).
После Октябрьской революции режиссёром был взят курс на освоение современной драматургии, создание образа человека революционной эпохи, строителя нового общества. Спектакли «Разлом» (1928) и «Первая Конная» (1930) передавали чувства первых дней революции, остро сатирические спектакли «Чудеса в решете» (1926) и «Конец Криворыльска» (1926) галереей иронических зарисовок разоблачали мещанство.
Среди лучших постановок — «Ревизор» (1927), «Человек с портфелем» (1928), «Светите, звёзды!» (1930), «Мой друг» (1933).
В 1928 году поставил спектакль по пьесе Карло Гольдони «Слуга двух господ», который шёл в конструктивных декорациях и в сопровождении музыки И. Дунаевского.
Актриса Н. И. Слонова так вспоминала время работы с Л. Лазаревым в ростовском (1926—1930) и саратовском (1930—1932) театрах:

Талантливый, с богатой фантазией, с неиссякаемым запасом юмора, живой, как ртуть, Леонид Фёдорович работал увлекательно. В актёре он ценил выдумку, изобретательность и каждой актёрской находке радовался от души. На репетиции Лазарева актёры шли как на праздник, и каждый тащил что-нибудь своё, как пчёлы в улей. Лазарев отбирал ценное, ненужное отклонял — просто и совсем не обидно. Работал он легко и даже весело, хотя из-за пустячных неполадок порой взрывался с вулканической силой. Репетировал Лазарев как одержимый, не щадя себя, и не терпел в других инертности мышления или формального отношения к делу. Смелый в своих творческих ви́дениях, он ошеломлял порой распределением ролей. Лазарев не давал актёру успокаиваться, бросал его, как говорится, из горячего в холодное, полностью игнорируя амплуа.— Слонова Н. И. Актёр работает с режиссёром // Режиссёрское искусство сегодня: Сборник статей / Сост. З. В. Владимирова. — М.: Искусство, 1962
Умер 17 февраля 1939 года в Москве. Похоронен на Новодевичьем кладбище (уч. 1, ряд 2, место 4).

## Театральные постановки
Городской драматический театр им. А. В. Луначарского (Ростов)
- 1926 — «Конец Криворыльска» Б. Ромашова
- 1926 — «Чудеса в решете» А. Толстого
- 1927 — «Константин Терёхин» (Ржавчина) В. Киршона в соавт. с А. В. Успенским
- 1927 — «Ревизор» Н. Гоголя
- 1928 — «Человек с портфелем» А. Файко
- «Болото» М. Паньоля
- «Выстрел» А. Безыменского
- «Голос недр» В. Билль-Белоцерковского
- «Союз честных людей» Рубинштейна
- «Чудак» А. Афиногенова

Саратовский драматический театр им. Карла Маркса
- 1930 — «Светите, звёзды!» И. Микитенко

Прочие театры
- 1916 — «Царь Эдип» Софокла
- 1928 — «Разлом» Б. Лавренёва
- 1930 — «Первая Конная» В. Вишневского
- «Василиса Мелентьева» А. Островского
- «Вишнёвый сад» А. Чехова
- «Егор Булычов и другие» М. Горького
- «Интервенция» Л. Славина
- «Маскарад» М. Ю. Лермонтова
- «Слуга двух господ» К. Гольдони
- «Гоп-ля, мы живем!» Э. Толлера
- «Мой друг» Н. Погодина
- «Огненный мост» Б. Ромашова
- «Темп» Н. Погодина
- «Чужой ребёнок» В. Шкваркина

## Награды и звания
- 1933 — Заслуженный артист РСФСР